# Holger Ellerbrock

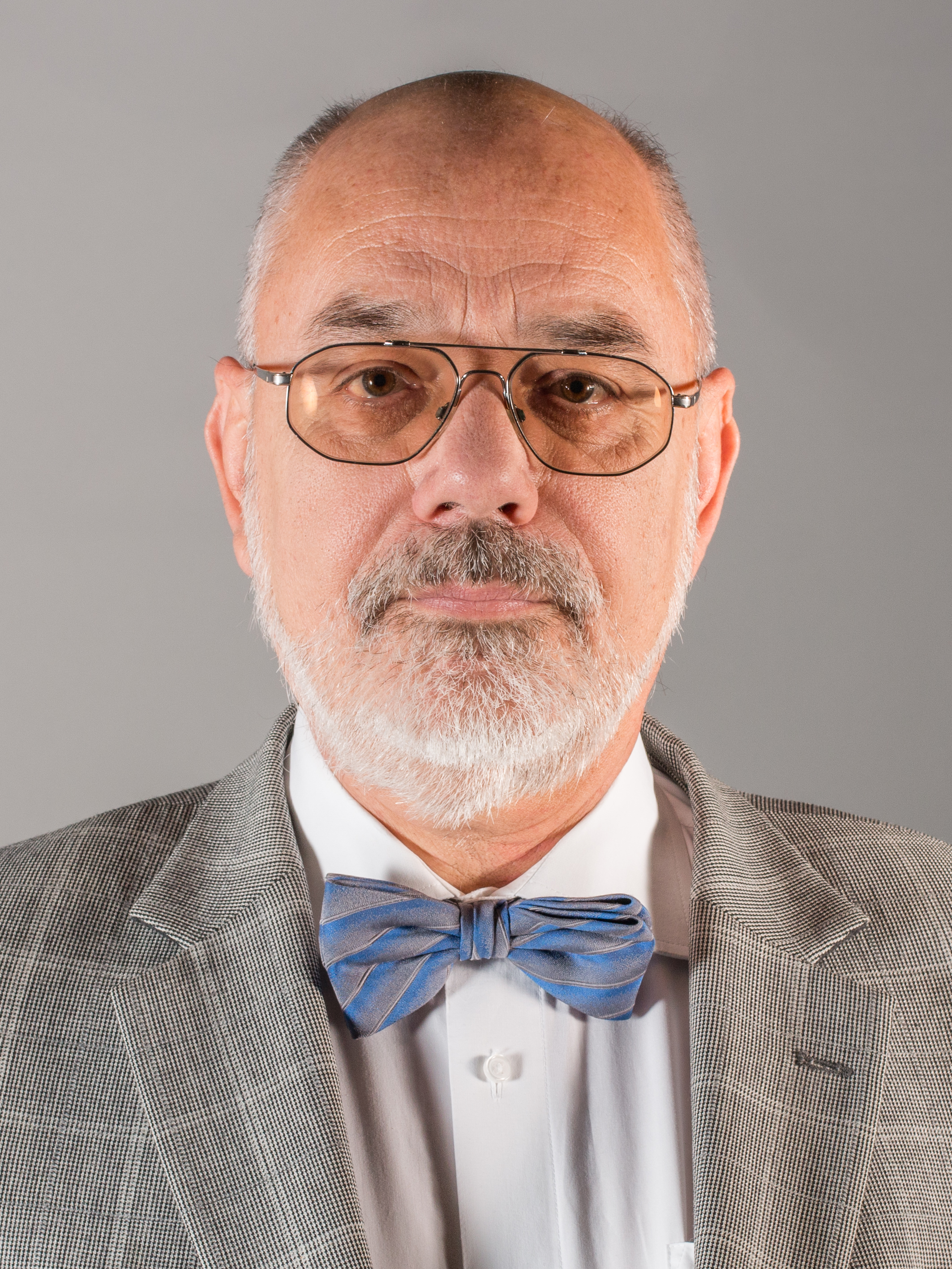
Holger Ellerbrock 2013

Holger Ellerbrock (* 15. Februar 1948 in Duisburg-Huckingen) ist ein deutscher Politiker (FDP).

## Ausbildung und Beruf
Ellerbrock besuchte das Duisburger Mercator-Gymnasium und absolvierte 1969 das Abitur. Er studierte Geographie, Geologie, Meteorologie und Geschichte an der Universität Hamburg und schloss sein Studium als Diplom-Geograph ab. 1973 bis 1976 arbeitete er als technischer Assistent am Institut für Geographie an der Universität Hamburg.
Von 1976 bis 1986 arbeitete Ellerbrock beim Regierungspräsidenten Düsseldorf. Er war bis 1984 bei der Bezirksplanungsbehörde und danach bei der Oberen Wasserbehörde beschäftigt. Von 1986 bis 1988 wurde er vom Landesdienst beurlaubt und arbeitete als umwelt- und energiepolitischer Referent der FDP-Landtagsfraktion. Ab 1989 war Ellerbrock im Ministerium für Umwelt, Raumordnung und Landwirtschaft tätig. Er war seit 1994 Ministerialrat und Referatsleiter „Lagerstättensicherung, Wasser, Abfall, Verkehrsstruktur, Verkehr und Umwelt“ in der Abt. VI „Landesplanungsbehörde“. Am 2. Juni 2000 schied er aus dem Ministerium aus.

## Familie
Holger Ellerbrock ist verheiratet und hat zwei Kinder.

## Partei
Ellerbrock ist seit 1980 Mitglied der FDP. Er war von 1990 bis 1992 stellvertretender Vorsitzender und von 1992 bis 1998 Vorsitzender des FDP-Kreisverbandes Duisburg. Von 1994 bis 1998 war er Schatzmeister des FDP-Bezirksverbands Niederrhein, seit 1998 ist er stellvertretender Bezirksvorsitzender. Seit 2004 ist er wieder Vorsitzender des FDP-Kreisverbandes Duisburg. 2006 wurde Ellerbrock als Beisitzer in den Vorstand des FDP-Landesverbandes NRW gewählt.

## Abgeordneter
Holger Ellerbrock war vom 2. Juni 2000 bis 2. Juni 2005 Abgeordneter des Landtags Nordrhein-Westfalen. Vom 28. Juli 2005 bis zum 8. Juni 2010 wurde er als Nachfolger für Marianne Thomann-Stahl wieder Mitglied des Landtages. Im April 2011 zog er erneut in den Landtag ein, diesmal als Nachrücker für Andreas Pinkwart. Bei der Landtagswahl im Mai 2012 wurde er wieder als Landtagsabgeordneter gewählt. Dem 2017 gewählten Landtag gehörte er nicht mehr an.